# Shaira
Shaira is een geslacht van kevers uit de familie bladkevers (Chrysomelidae).
De wetenschappelijke naam van het geslacht werd in 1936 gepubliceerd door Maulik.

## Soorten
- Shaira atra Chen, 1987
- Shaira chujoi Kimoto, 1982
- Shaira fulvicollis Chen, 1987
- Shaira hemipteroides Lopatin, 2006
- Shaira maculata (Maulik, 1936)
- Shaira palnia Maulik, 1936
- Shaira quadriguttata Chen, 1987